# Macau International 2002
Die Macau International 2002 im Badminton fanden vom 5. bis zum 8. September 2002 in Macau in der Volksrepublik China statt.

## Sieger und Platzierte
| Disziplin    | Gold                                     | Silber                         | Bronze                                      |
| ------------ | ---------------------------------------- | ------------------------------ | ------------------------------------------- |
| Herreneinzel | Toru Matsumoto                           | Hidetaka Yamada                | Tan Zhao Rong                               |
| Herreneinzel | Toru Matsumoto                           | Hidetaka Yamada                | Josemari Fujimoto                           |
| Dameneinzel  | Yuan Ting                                | Li Wenyan                      | Huang Qin                                   |
| Dameneinzel  | Yuan Ting                                | Li Wenyan                      | Wang Xin                                    |
| Herrendoppel | Patapol Ngernsrisuk Khunakorn Sudhisodhi | Shuichi Nakao Shuichi Sakamoto | Jack Koh Tan Zhao Rong                      |
| Herrendoppel | Patapol Ngernsrisuk Khunakorn Sudhisodhi | Shuichi Nakao Shuichi Sakamoto | Lam Hoi Tak Wong Tsz Yin                    |
| Damendoppel  | Wang Xin Yuan Ting                       | Yoshiko Iwata Miyuki Tai       | Kanissara Ngernsrisuk Benjaporn Thienrajkij |
| Damendoppel  | Wang Xin Yuan Ting                       | Yoshiko Iwata Miyuki Tai       | Huang Qin Li Wenyan                         |
| Mixed        | Toru Matsumoto Miyuki Tai                | Wong Tsz Yin Li Wing Mui       | Sun Liang Huang Qin                         |
| Mixed        | Toru Matsumoto Miyuki Tai                | Wong Tsz Yin Li Wing Mui       | Chen Yang Wong Man Ching                    |